# Karel Philips Spierincks

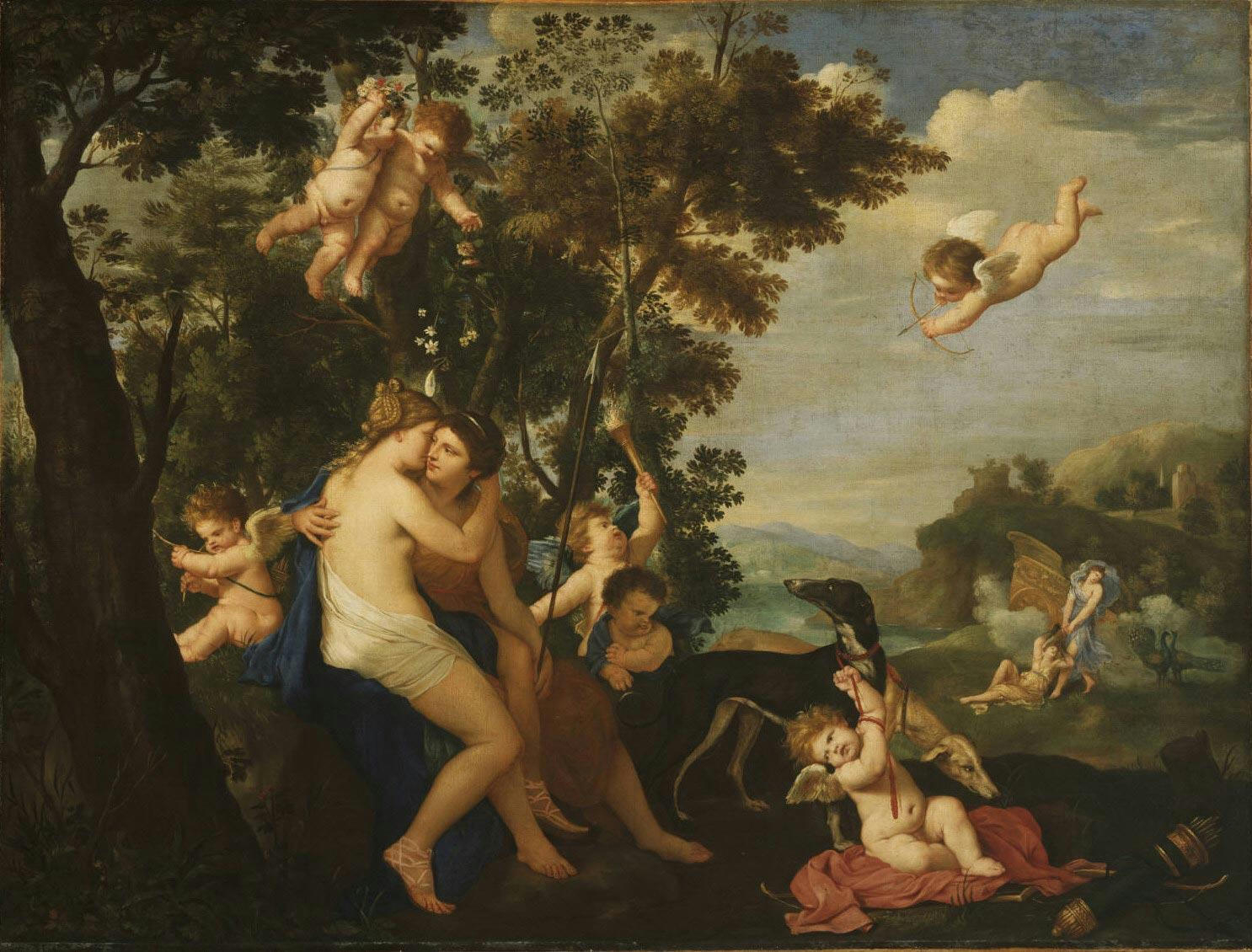
Jupiter et Callisto

Karel Philips Spierincks (aussi connu sous les noms: Spierinckx, Spierinck, Spieringh, Spiringh, Spirinck, Spirinx, Spirin, Carlo Filippo Fiammingo) (c. 1600 ou 1609-1610, Bruxelles - 22 mai 1639, Rome) est un peintre flamand, surtout actif en Italie. Il peint principalement des paysages avec des putti et des scènes mythologiques, dans un style classique qui témoigne de l'influence de François Duquesnoy et de Nicolas Poussin. Il est aussi l'auteur de peintures religieuses. 

## Biographie
On connaît mal la jeunesse et la formation de Spierincks. Il est mentionné comme élève de Michel de Boerdous à Bruxelles en 1612 et comme maître à la Guilde bruxelloise de Saint-Luc en 1622. Il est donc probable qu'il soit né vers 1600. Il vit à Rome en 1624 et on pense qu'il pourrait y avoir brièvement été l'élève de son compatriote flamand, le peintre paysagiste Paul Bril. 

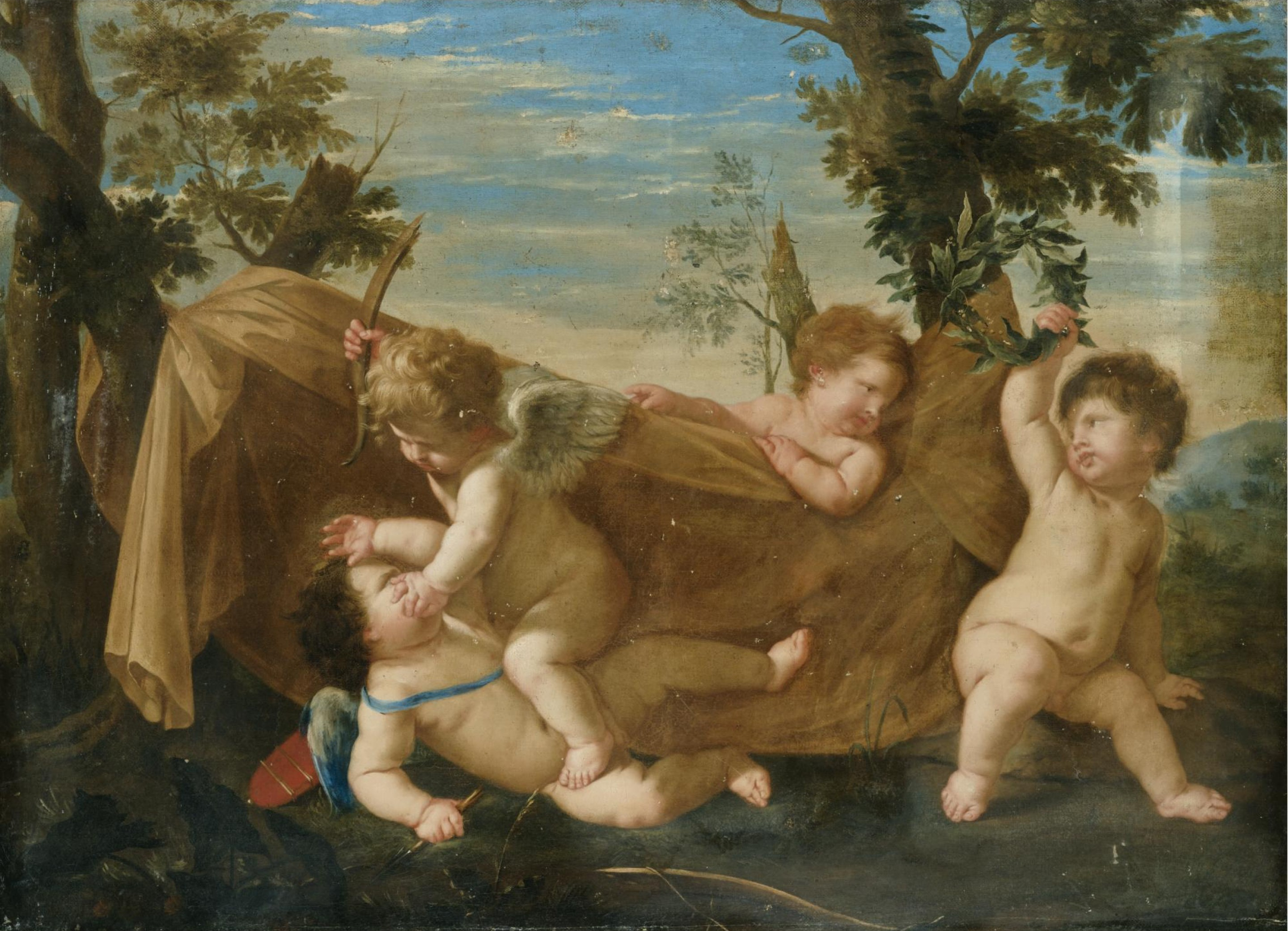
Scène allégorique avec combat de putti.

En 1630, Spierincks partage une maison avec le sculpteur flamand François Duquesnoy (1597-1643). Les deux artistes vivent ensemble dans la via della Vittoria près de la Piazza di Spagna de 1630 jusqu'à la mort de Spierincks en 1639. François Duquesnoy avait précédemment partagé un logement avec Nicolas Poussin. 
En 1634-1635, Spierincks paye une cotisation à l'Accademia di San Luca de Rome, mais pas en tant que membre. Il meurt le 22 mai 1639 et est enterré près du maître-autel de Santa Maria della Pietà à Camposanto dei Teutonici, au Vatican.

## Œuvre
L'œuvre de Spierincks peut être divisée en peintures mythologiques et religieuses. Les deux influences majeures de son style sont Poussin et François Duquesnoy. L'influence de Duquesnoy se retrouve dans ses tendances classicistes et le thème des putti. 
Au cours de sa première décennie à Rome (1624-1634), Poussin avait créé une série de paysages mythologiques inspirés de la série de Titien sur le thème des Bacchanales et sur la poésie amoureuse pastorale de l'antiquité classique, notamment les Eglogues de Virgile. Ces tableaux de Poussins sont des célébrations ludiques et érotiques de la vie idyllique d'Arcadie, mais ils ont également une tonalité sérieuse. Spierincks s'est inspiré des peintures de Poussin pour produire une série de peintures mythologiques représentant des putti dans un cadre bucolique. Son œuvre est parfois confondue avec celle d'un autre disciple de Poussin, le peintre italien Andrea de Leone. 

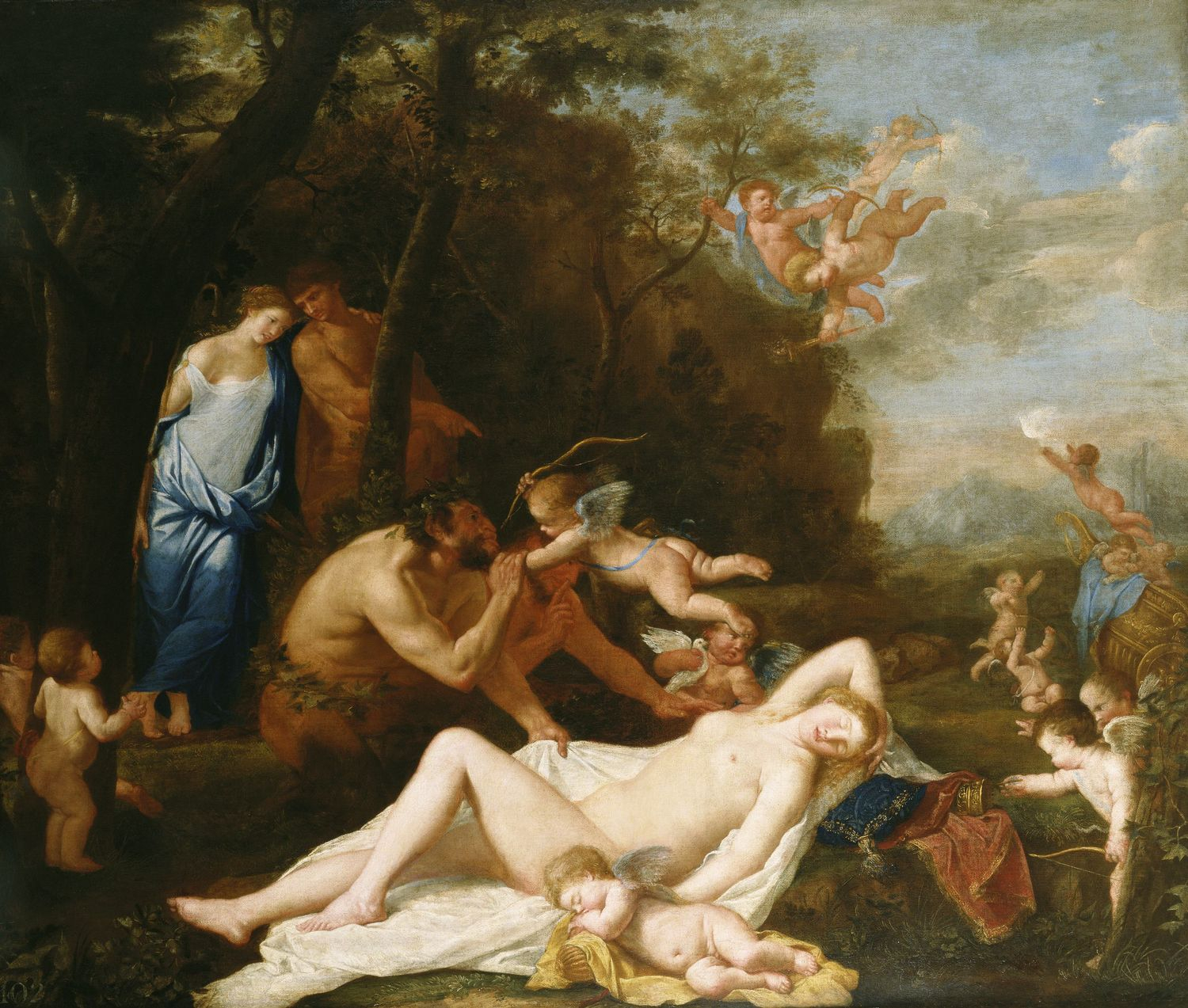
Vénus endormie, entourée de satyres et d'amours.

Spierincks a laissé inachevées des peintures pour la sacristie de Santa Maria dell'Anima. Ces peintures n'ont pas survécu, mais l'une d'elles, un Saint Norbert, a été enregistrée le 2 mars 1643 dans la maison de « Petrus Piscator », c'est-à-dire Peter Visscher (ou Pieter de Vischere), banquier italien et mécène d'origine flamande.